# Abinadab (fill de Saül)
|  | Per a altres significats, vegeu «Abinadab». |

Segons l'Antic Testament, Abinadab (en hebreu אֲבִינָדָב בן-שאול Abinadab ben Sha'ul) va ser un dels prínceps d'Israel, ja que era fill del rei Saül i la seva esposa Ahinòam.
Va participar en diverses guerres al costat del seu pare i va ser mort a la Batalla de Guilboa, on els filisteus van aniquilar els hebreus i van matar Jonatan, Abinadab i Malquixua, fills de Saül. El rei va quedar ferit i mentre fugia de la batalla, es va suïcidar per no donar opció als enemics a matar-lo.